# Tonito Francisco Xavier Muananoua
Tonito Francisco Xavier Muananoua (* 6. Juni 1972 in Invinha, Distrikt Gurué, Provinz Zambezia) ist ein mosambikanischer römisch-katholischer Geistlicher und Weihbischof in Maputo.

## Leben
Tonito Francisco Xavier Muananoua absolvierte zuerst ein Theologisches Propädeutikum am propädeutischen Seminar in Quelimane. Anschließend studierte er Philosophie am Priesterseminar in Matola und Katholische Theologie am Priesterseminar in Maputo. Am 13. Oktober 2003 empfing er das Sakrament der Priesterweihe für das Bistum Gurué.
Muananoua war zunächst als Pfarrvikar an der Kathedrale Santo António de Lisboa in Gurué tätig, bevor er 2005 Ausbilder am interdiözesanen propädeutischen Seminar Santo Agostinho in Quelimane wurde. 2008 wurde Tonito Francisco Xavier Muananoua für weiterführende Studien nach Rom entsandt, wo er 2010 an der Päpstlichen Fakultät Teresianum ein Lizenziat im Fach Spirituelle Theologie erwarb. Nach der Rückkehr in seine Heimat leitete er kurzzeitig die Pastoralabteilung des Bistums Gurué, bevor er 2011 Studienpräfekt und 2013 schließlich Regens des Priesterseminars Santo Agostinho in Matola wurde. Daneben lehrte er von 2013 bis 2018 am nationalen Priesterseminar Pio X. in Maputo. 2019 wurde Muananoua erneut Pfarrvikar und 2022 Pfarrer der Kathedrale Santo António de Lisboa in Gurué. Zudem fungierte er ab 2019 als Kanzler der Kurie und ab 2022 als Generalvikar des Bistums Gurué.
Am 1. März 2023 ernannte ihn Papst Franziskus zum Titularbischof von Oescus und zum Weihbischof in Maputo. Der Apostolische Nuntius in Mosambik, Erzbischof Piergiorgio Bertoldi, spendete ihm am 23. April desselben Jahres in der Catedral Metropolitana de Nossa Senhora da Conceição in Maputo die Bischofsweihe; Mitkonsekratoren waren der Koadjutorerzbischof von Maputo, João Carlos Hatoa Nunes, und der Bischof von Gurué, Inácio Lucas Mwita.